# Pineland (Texas)
Pineland és una població dels Estats Units a l'estat de Texas. Segons el cens del 2000 tenia 980 habitants.

## Demografia
Segons el cens del 2000, Pineland tenia 980 habitants, 371 habitatges, i 260 famílies. La densitat de població era de 192,1 habitants/km².
Dels 371 habitatges en un 32,6% hi vivien nens de menys de 18 anys, en un 46,1% hi vivien parelles casades, en un 20,8% dones solteres, i en un 29,9% no eren unitats familiars. En el 27,5% dels habitatges hi vivien persones soles el 14% de les quals corresponia a persones de 65 anys o més que vivien soles. El nombre mitjà de persones vivint en cada habitatge era de 2,49 i el nombre mitjà de persones que vivien en cada família era de 3,04.
Per edats la població es repartia de la següent manera: un 26,4% tenia menys de 18 anys, un 7% entre 18 i 24, un 28,1% entre 25 i 44, un 19,1% de 45 a 60 i un 19,4% 65 anys o més.
L'edat mediana era de 36 anys. Per cada 100 dones de 18 o més anys hi havia 82,1 homes.
La renda mediana per habitatge era de 27.563 $ i la renda mediana per família de 33.250 $. Els homes tenien una renda mediana de 30.300 $ mentre que les dones 22.159 $. La renda per capita de la població era de 18.043 $. Aproximadament el 16,7% de les famílies i el 19,5% de la població estaven per davall del llindar de pobresa.

## Poblacions més properes
El següent diagrama mostra les poblacions més properes.